# Palma (Mozambique)
Palma es una ciudad en la costa del Océano Índico en la provincia de Cabo Delgado, en Mozambique, al sur de la frontera con Tanzania. Es conocida por la cestería, la fabricación de alfombras y por las islas costeras. Se han hallado grandes depósitos de gas natural licuado en los alrededores de la ciudad, y se ha convertido en la base de operaciones del desarrollo de su extracción, generando grandes inversiones en el área y convirtiendo a Mozambique en un productor importante de industria del gas natural.

## Demografía
|         | Edad   | Edad    | Edad    | Edad  | Edad | Total  |
| 0 - 4   | 5 - 14 | 15 - 44 | 45 - 64 | +65   |      | Total  |
| ------- | ------ | ------- | ------- | ----- | ---- | ------ |
| Hombres | 1.914  | 3.532   | 5.487   | 1.427 | 482  | 12.842 |
| Mujeres | 1.874  | 3.131   | 5.998   | 1.415 | 367  | 12.785 |
| Total   | 3.788  | 6.663   | 11.485  | 2.842 | 849  | 25.627 |

|         | Tasa de analfabetismo | Idioma portugués |
| ------- | --------------------- | ---------------- |
| Hombres | 76,5%                 | 10,8%            |
| Mujeres | 94,9%                 | 2,7%             |
| Total   | 85,7%                 | 13,6%            |

## Historia
La población actual fue fundada en 1889, recibiendo su nombre en homenaje a José Raimundo de Palma Velho, el comandante de las fuerzas portuguesas que en ese año expulsaron al sultán local.
En el contexto de la insurgencia islamista en Cabo Delgado, grupos armados atacaron Palma el 24 de marzo de 2021, lo que obligó a la empresa francesa Total, suspender sus proyectos millonarios de extracción de gas natural.